# Peptídeos anfifílicos
Os peptídeos anfifílicos são moléculas baseadas em peptídeos que se organizam espontaneamente em estruturas, incluindo nanofibras de alta proporção. Um peptídeo anfifílico geralmente possui uma sequência peptídica hidrofílica ligada a uma cauda lipídica, isto é, uma cadeia alquil hidrofóbica com 10 a 16 carbonos. Deste modo, podem ser considerados um tipo de lipopeptídeo. Um tipo especial de peptídeo anfifílico  é constituído pela alternância entre resíduos neutros e carregados, num padrão de repetição, como RADA16-I. Os peptídeos anfifílicos foram desenvolvidos na década de 1990 e, no início dos anos 2000 já eram usados em várias áreas médicas, incluindo: nanocarreadores, nanodrogas e agentes de imagem. No entanto, talvez seu principal potencial esteja na medicina regenerativa para cultivar células e fatores de crescimento. 

Microscopia de transmissão eletrônica (TEM, do inglês) mostrando a estrutura de fitas de um peptídeo anfifílico.

Microscopia de força atômica (AFM, em inglês) mostrando as fibras de um peptídeo anfifílico.

## História
Tais compostos foram descritos pela primeira vez pelo grupo de Matthew Tirrell em 1995. Estas moléculas são frequentemente compostas por vários domínios que permitem a automontagem em vários tipos de estruturas supramoleculares. Os domínios individuais associam-se uns aos outros e resultam em montagens maiores. Um estudo no laboratório de Samuel I. Stupp por Hartgerink et al., no início dos anos 2000, demonstrou que um peptídeo anfifílico possui três regiões: uma cauda hidrofóbica, uma região de aminoácidos formadores das folhas beta e um epítopo peptídico projetado para permitir a solubilidade da molécula em água, o qual desempenha uma função biológica interagindo com os sistemas vivos.
A automontagem ocorre pela combinação das pontes de hidrogênio entre aminoácidos formadores de folhas beta e a hidrofobicidade das caudas lipídicas para produzir a formação de micelas cilíndricas que apresentam o epítopo peptídico em densidade extremamente alta na superfície da nanofibra. Em um sistema mais recente desenvolvido por Hartgerink em meados dos anos 2000, peptídeos de múltiplos domínios consistindo de aminoácidos hidrofóbicos e hidrofílicos alternados, com lisinas terminais, se automontam em folhas beta paralelas ou anti-paralelas.
Essa automontagem de moléculas em fibras ocorre espontaneamente em todas as soluções de peptídeos anfifílicos que possuem uma concentração micelar crítica extremamente pequena. Géis podem ser formados alterando-se o pH ou adicionando-se contra-íons para esconder as superfícies carregadas das fibras. Foi demonstrado que a injeção in vivo de soluções peptídicas anfifílicas leva à formação de gel in situ devido à presença de contra-íons em soluções fisiológicas. Tal fato, aliado com a biodegradabilidade completa dos materiais, permite uso em inúmeras aplicações para terapias in vitro e in vivo.

## Aplicações
A natureza modular da química permite o ajuste das propriedades mecânicas e das atividades biológicas das fibras e géis resultantes da automontagem. Assim sendo, sequências bioativas podem ser usadas para ligar fatores de crescimento e apresentá-los em alta densidade às células ou também para imitar diretamente a função de moléculas endógenas. Os epítopos que imitam a alça RGD adesiva da fibronectina, a sequência IKVAV na laminina e uma sequência para ligar-se ao sulfato de heparina são apenas algumas das muitas sequências que foram sintetizadas. Demonstrou-se que essas moléculas e os materiais feitos a partir delas são eficazes na promoção da adesão celular, cicatrização de feridas, mineralização óssea, diferenciação celular e até mesmo recuperação da função após lesão medular em camundongos.
Além disso, os peptídeos anfifílicos podem ser usados para formar estruturas mais sofisticadas, as quais podem ser ajustadas sob medida. Nos últimos anos, duas descobertas produziram materiais bioativos com estruturas mais avançadas e aplicações potenciais. Em um estudo, um tratamento térmico de soluções com peptídeos anfifílicos levou à formação de grandes domínios birrefringentes no material, podendo ser alinhados por uma fraca força de cisalhamento em um gel monodomínio contínuo de nanofibras. As baixas forças de cisalhamento usadas no alinhamento do material permitem o encapsulamento das células vivas dentro desses géis e sugerem várias aplicações em tecidos regeneradores que dependem da polaridade e alinhamento das células para a função. Em outro estudo, a combinação de peptídeos anfifílicos carregados positivamente e biopolímeros longos carregados negativamente levou à formação de membranas ordenadas de maneira hierárquica. Quando as duas soluções são colocadas em contato a complexação eletrostática entre os componentes de cada solução cria uma barreira de difusão que impede a mistura das soluções. Com o passar do tempo, uma diferença de pressão osmótica direciona a repetição de cadeias poliméricas através da barreira de difusão para o compartimento dos peptídeos anfifílicos, levando assim à formação de fibras perpendiculares à interface, as quais crescem ao longo do tempo. Estes materiais podem ser feitos na forma de membranas planas ou sacos esféricos, deixando-se colocar uma solução na outra. Esses materiais são robustos o suficiente para serem manipulados mecanicamente e uma variedade de propriedades mecânicas pode ser obtida alterando-se as condições e o tempo de crescimento. Tais materiais podem incorporar peptídeos anfifílicos bioativos, encapsular células e biomoléculas e também são biocompatíveis e biodegradáveis.